# Draba sharsmithii
Draba sharsmithii là một loài thực vật có hoa trong họ Cải. Loài này được Rollins & R.A.Price mô tả khoa học đầu tiên năm 1991.